# Usingen
Usingen – miasto w Niemczech, w kraju związkowym Hesja, w rejencji Darmstadt, w powiecie Hochtaunus. Zajmuje powierzchnię 55.83 kilometrów kwadratowych. Miasto zamieszkuje 14 025 osób, a gęstość zaludnienia wynosi około 249 osób na kilometr kwadratowy. Miejscowością zarządza Steffen Wernard.

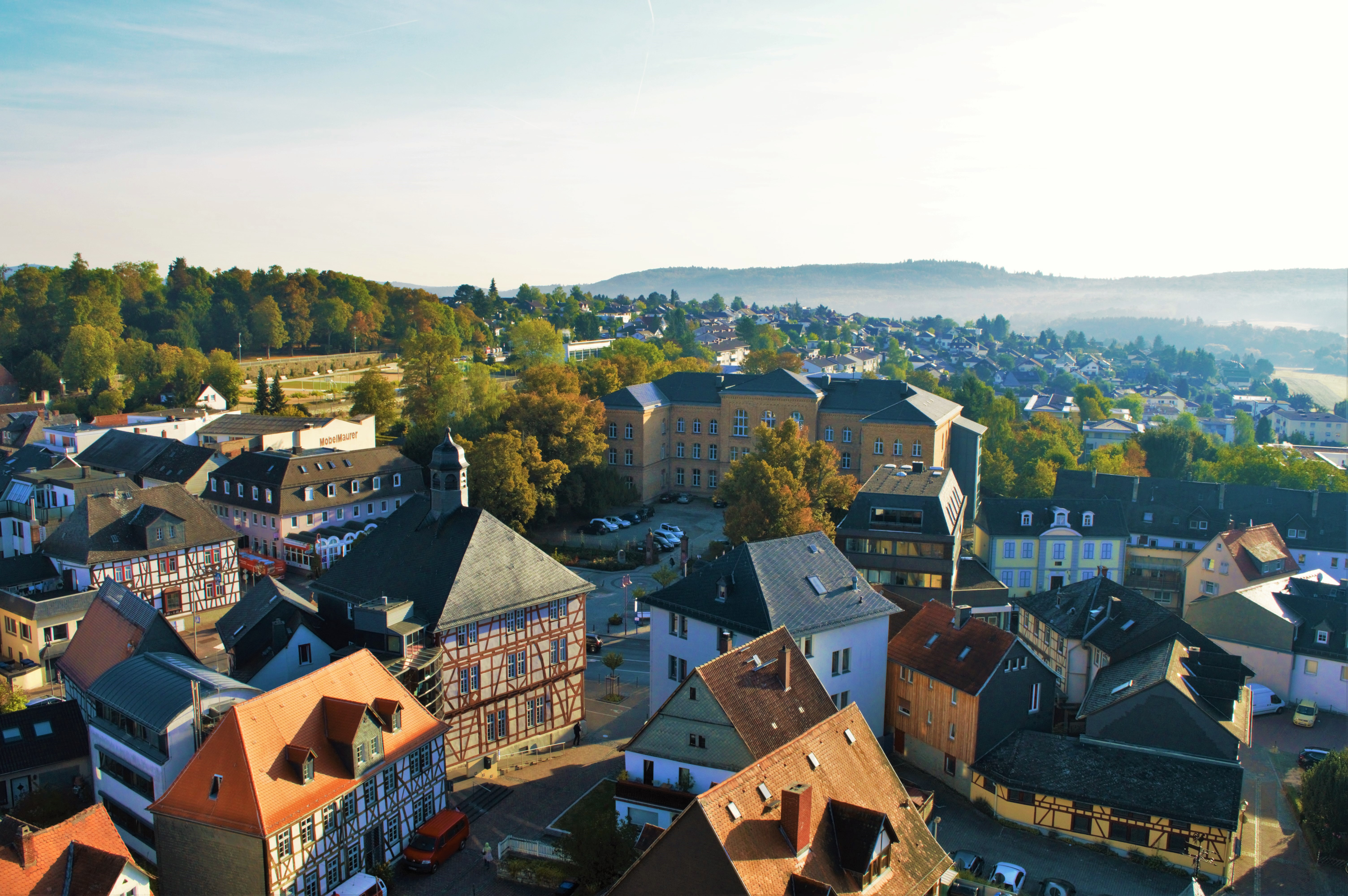
Usingen – panorama